# Міддлтон
«Міддлтон» (англ. At Middleton) — американський романтичний фільм 2013 режисера Адама Роджерса за участю Віри Фарміґи, Таїсси Фарміґи, та Енді Гарсія. Сценарій написали Глен Джерман та Адам Роджерс.

## Сюжет
Фільм, який міг би мати назву і «Один чудовий день», якби не було вже іншого з такою ж назвою, розповідає про один день ознайомлювального туру під час влаштування своїх дітей в коледж чоловіка та жінки, які зустрілися, відразу закохалися один в одного і роз'їхалися наприкінці дня. Прем'єра фільму відбулась на Seattle International Film Festival 17 травня 2013 року.

## У ролях
- Віра Фарміґа — Едіт
- Таїсса Фарміґа — Одрі
- Енді Гарсія — Джордж
- Том Скеррітт — Емерсон
- Ніколас Браун — Джустін
- Пітер Рігерт — Бонярд
- Спенсер Лофранко — Конрад
- Мір'яна Джоковіч — професор Райлі
- Шон Кук — Up All Night
- Тоні Дуп — Irate Man
- Даніелла Гарсія — Daphne
- Д. Р. Андерсон as Snack Cart Vendor
- Стівен Борелло IV — Тревіс
- Найк Імору as Receptionist
- Кенні Паркс мол. — Music Major

## Критика і нагороди
Фільм отримав змішані відгуки: на Rotten Tomatoes фільм отримав оцінку 61% на основі 38 відгуків від критиків і 45% від більш ніж 1000 глядачів.
На Бостонскому кинофестивалі робота Енді Гарсії та Віри Фарміги була оцінена нагородою найкращому актору і найкращій акторці. А на Денверському кинофестивалі приз «Висхідна зірка» отримав Спенсер Лофранко.